# Mithat Fenmen
Mithat Fenmen (* 24. Januar 1916 in Istanbul; † 19. Oktober 1982 ebenda) war ein türkischer Pianist, Komponist und Musikpädagoge.

## Leben und Werk
Mithat Fenmen studierte seit 1929 am Istanbuler Konservatorium. 1939 ging er an die École normale de musique de Paris und studierte bei Robert Casadesus (Klavier), Alfred Cortot (Klavier), Nadia Boulanger (Harmonie und Komposition). Nach seinem Abschluss in Paris ging er zu Aufbaustudien nach München zu Joseph Haas (Komposition) und Li Stadelmann (Klavier).
1939, bei Ausbruch des Zweiten Weltkrieges, ging er zurück in die Türkei und wurde Lehrer für Klavier am Nationalkonservatorium von Ankara. Von 1951 bis 1954 und von 1970 bis 1973  war er Direktor dieses Konservatoriums. Von 1973 bis 1975 wirkte er als Generaldirektor der Staatsoper und des Balletts der Türkei in Ankara. 1954 heiratete er die britische Ballettkünstlerin Beatrice Appleyard, die selbst zweimal das Konservatorium in Ankara leitete. Mit ihr gründete er das Fenmen Ballett-Studio. In seinen letzten Jahren wirkte Fenmen vorwiegend als Klavierpädagoge.
Schüler von Mithat Fenmen waren unter anderem Selman Ada, İdil Biret, Hüsnü Baylav, Pekinel Kardeşler, Gülsin Onay und Fazıl Say.
Er schrieb ein Ballett, 5 Gesänge für Singstimme, Flöte und Klavier nach eigenen Texten (1938), ein Concertino für Klavier und Orchester (1944).
Mithat Fenmen erhielt 1971 den Titel eines Staatskünstlers der Türkei. 1982 starb er in Istanbul.

## Musikwissenschaftliche Werke von Mithat Fenmen
- The Handbook of the Pianist (1947)
- Learn Easily to Read Notes (1951)